# Hamar Domkirke

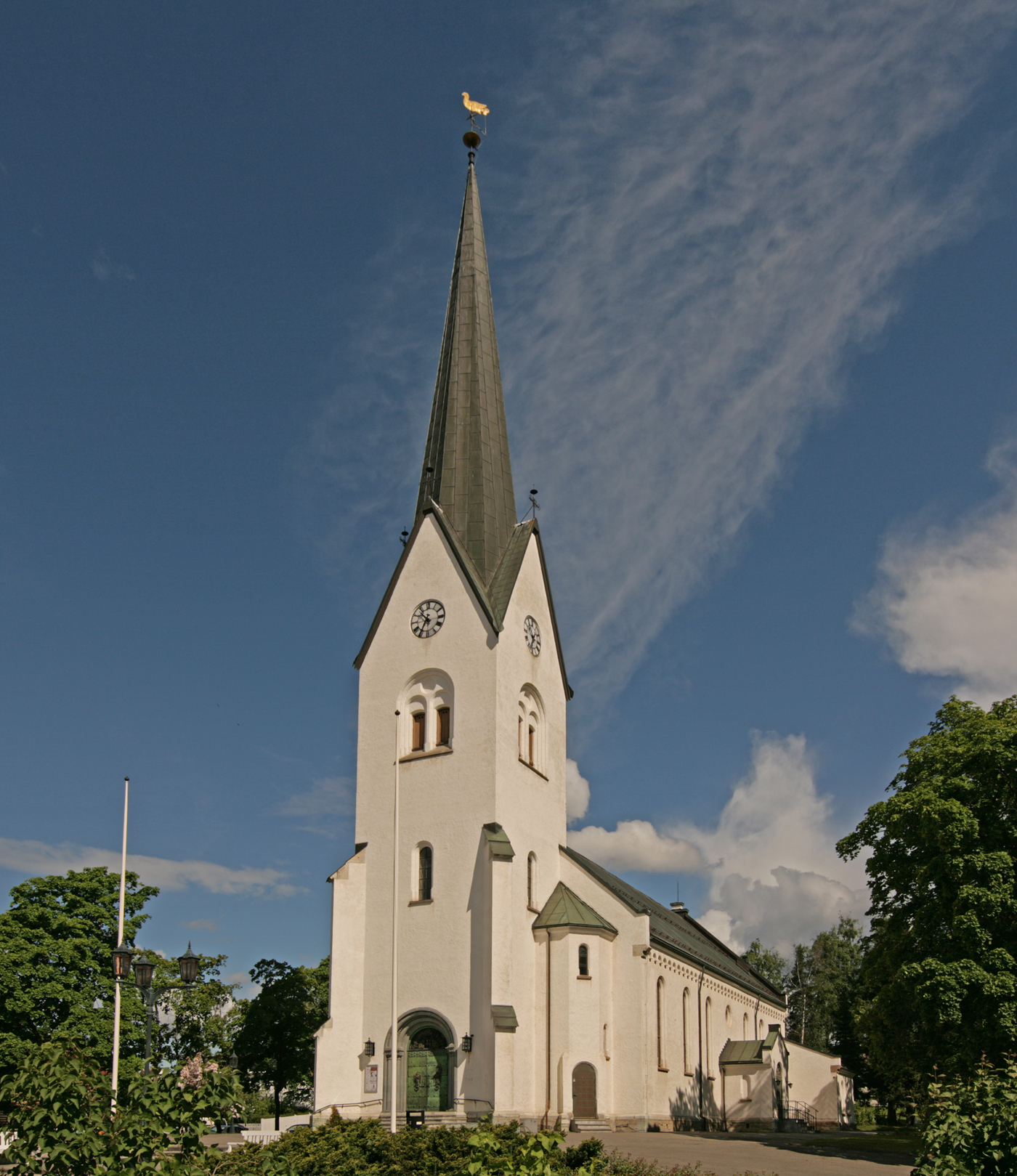
Außenansicht

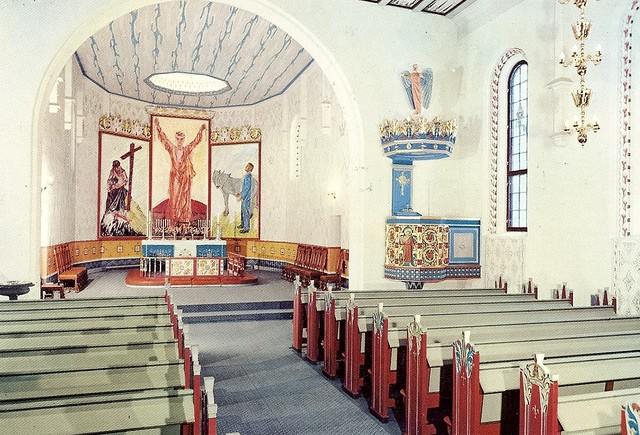
Innenansicht

Der Dom zu Hamar (norwegisch: Hamar Domkirke) ist die Bischofskirche des evangelisch-lutherischen Bistums Hamar, das die Provinz Innlandet  umfasst. Im Ort befand sich bereits früher eine Kathedrale, die jedoch im Dreikronenkrieg von den Schweden zerstört wurde; die Domruine von Hamar wird heute von einem Glasgehäuse geschützt.

## Geschichte
Mit Verleihung des Stadtrechts 1849 wurde auch der Bau beschlossen, welcher bereits zwei Jahre später zur Kathedrale erhoben wurde. Das Bistum Hamar wurde allerdings erst 1864 vollständig vom Bistum Oslo getrennt. Architekt der Kirche war der deutsche Heinrich Ernst Schirmer. Die im neoromanischen Stil errichtete und 1866 geweihte Kirche hat sich seit Abschluss der Bauarbeiten optisch nahezu unverändert erhalten. Jedoch gab es während der 1920er im Innenraum einige Änderungen. Ab 1950 wurde der Innenraum unter Arnstein Arneberg renoviert und wieder in den schlichteren Vorgängerzustand versetzt. Von der alten Ausstattung blieben nur die Orgelempore, das Taufbecken und zwei silberne Kerzenhalter übrig. In der 1954 wieder geweihten Kirche finden etwa 500 Personen Platz, was sie zu den kleinsten Kathedralen Skandinaviens gehören lässt.

## Architektur und Ausstattung
Das Mittelschiff erhebt sich über die beiden Seitenschiffe und ist daher dem Basilika-Typus zuzurechnen. Im Gegensatz zu der recht nüchternen Kirche ist das Hauptportal recht aufwendig verziert.
Ungewöhnlichstes Ausstattungsstück ist der Hauptaltar bzw. das Altarbild, das den auferstandenen Jesus ohne Bart, aber dafür mit kurzen Haaren zeigt und erst während der Restaurierung der 50er Jahre von Henrik Sørensen geschaffen wurde.
Die Deckenmalereien stammen von Arve Hagen und zeigen den Heiligen Geist sowie musizierende Engel. Die Kanzelschnitzereien fertigte Anthon Røvik, welche auch ein Bildnis des Franz von Assisi zeigt. Die Fenster sind mit Gemälden verziert, die wohl von mittelalterlichen Wandteppichen inspiriert sind.
Die erste Orgel von 1880 des norwegischen Orgelbauers August Nilsen wurde 1925 durch ein Instrument der Firma Olsen & Jørgensen mit 31 Registern, verteilt auf zwei Manuale und Pedal, ersetzt. Diese wurde 1966 auf 35 Register erweitert. Die aktuelle Orgel wurde 2022/23 von der Manufaktur Weimbs Orgelbau aus Hellenthal (Nordrhein-Westfalen) in das Gehäuse von 1925 eingebaut und am 5. Februar 2023 eingeweiht. Sie verfügt über 45 Register auf drei Manualen und Pedal.
Die beiden Glocken wurden 1866 und 1901 gegossen.

## Nachweise
1. ↑  Orgelbaus Weimbs: Hamar, Dom — Orgelneubau im historischen Gehäuse; die Disposition findet sich auf einem PDF der Erbauerfirma unter diesem Link

Koordinaten: 60° 47′ 47,7″ N, 11° 4′ 6″ O